# Liste des gouverneurs français de Saint-Domingue
En 1664, Saint-Domingue devient une colonie, reconnue par le royaume d'Espagne le 20 septembre 1697. Entre le 20 septembre 1793 et octobre 1798, certaines parties de l'île sont sous occupation britannique.
| Début                                           | Fin               | Identité                                                     |
| ----------------------------------------------- | ----------------- | ------------------------------------------------------------ |
| août 1640                                       | juillet 1652      | François Levasseur                                           |
| fin 1652                                        | janvier 1654      | Timoléon Hotman de Fontenay                                  |
| Gouverneurs de la Tortue et côte Saint-Domingue |                   |                                                              |
| Début                                           | Fin               | Identité                                                     |
| 1660                                            | 1662              | Jérémie Deschamps du Monsac et du Rausset                    |
| 1662                                            | juin 1665         | Frédérick Deschamps de La Place (intérim)                    |
| juin 1665                                       | fin 1668          | Bertrand d'Ogeron de La Bouëre                               |
| fin 1668                                        | juin 1669         | Jacques Neveu de Pouancey                                    |
| juin 1669                                       | février 1673      | Bertrand d'Ogeron de La Bouëre                               |
| avril 1673                                      | avril 1673        | Jérôme du Sarrat de La P(i)errière (intérim)                 |
| avril 1673                                      | septembre 1675    | Bertrand d'Ogeron de La Bouëre                               |
| septembre 1675                                  | août 1676         | Pierre-Paul Tarin de Cussy (intérim)                         |
| août 1676                                       | fin 1681          | Jacques Neveu de Pouancey                                    |
| fin 1681                                        | avril 1682        | Francois Depardieu de Franquesnay (intérim)                  |
| mai 1682                                        | avril 1683        | Jacques Neveu de Pouancey                                    |
| début de 1683                                   | avril 1684        | Jacques de Pardieu de Franquesnay (intérim)                  |
| avril 1684                                      | janvier 1691      | Pierre-Paul Tarin de Cussy                                   |
| janvier 1691                                    | octobre 1691      | Dumas (lieutenant du Roi, intérim)                           |
| octobre 1691                                    | mars 1697         | Jean-Baptiste du Casse                                       |
| mars 1697                                       | mai 1697          | Jacques Yvon, sieur Deslandes (intérim)                      |
| mai 1697                                        | juin 1697         | Comte de Boissyraimé (intérim)                               |
| juin 1697                                       | juillet 1700      | Jean-Baptiste du Casse                                       |
| Gouverneurs de Saint-Domingue (1700-1714)       |                   |                                                              |
| Début                                           | Fin               | Identité                                                     |
| juillet 1700                                    | 16 décembre 1703  | Joseph d'Honon de Gallifet (interim)                         |
| 16 décembre 1703                                | 13 octobre 1705   | Charles Auger                                                |
| 13 octobre 1705                                 | 28 décembre 1707  | Jean-Pierre, comte de Charitte (interim)                     |
| 28 décembre 1707                                | 1710              | François-Joseph de Beaupré, comte de Choiseul                |
| 1710                                            | 7 février 1711    | Jean-Pierre, comte de Charitte (2e fois)                     |
| 7 février 1711                                  | 24 mai 1711       | Laurent de Valernod                                          |
| 24 mai 1711                                     | 29 août 1712      | Nicolas de Gabaret                                           |
| 29 août 1712                                    | 1713              | Paul-François de La Grange, comte d'Arquian                  |
| 1713                                            | 1714              | Louis de Courbon, comte de Blénac                            |
| Gouverneurs-Généraux français (1714-1803)       |                   |                                                              |
| Début                                           | Fin               | Identité                                                     |
| 1714                                            | 11 janvier 1717   | Louis de Courbon, comte de Blénac                            |
| 11 janvier 1717                                 | 10 juillet 1719   | Charles Joubert de La Bastide, marquis de Châteaumorand      |
| 10 juillet 1719                                 | 6 décembre 1723   | Léon, marquis de Sorel                                       |
| 6 décembre 1723                                 | 8 octobre 1731    | Gaspard de Goussé de La Roche-Allard                         |
| 8 octobre 1731                                  | 4 février 1732    | Antoine-Gabriel, marquis de Vienne de Busserolles            |
| 4 février 1732                                  | 8 octobre 1732    | Étienne Cochard de Chastenoye (interim)                      |
| 8 octobre 1732                                  | juillet 1737      | Pierre, marquis de Fayet                                     |
| juillet 1737                                    | 11 novembre 1737  | Étienne Cochard de Chastenoye (2e fois) (interim)            |
| 11 novembre 1737                                | novembre 1746     | Charles de Brunier, marquis de Larnage                       |
| 19 novembre 1746                                | 12 août 1748      | Étienne Cochard de Chastenoye (3e fois) (interim)            |
| 12 août 1748                                    | 29 mars 1751      | Hubert de Brienne, comte de Conflans                         |
| 29 mars 1751                                    | 31 mai 1753       | Emmanuel-Auguste Cahideuc Dubois de La Motte                 |
| 31 mai 1753                                     | 24 mars 1757      | Joseph-Hyacinthe de Rigaud, marquis de Vaudreuil             |
| 24 mars 1757                                    | 30 juillet 1762   | Philippe-François Bart                                       |
| 30 juillet 1762                                 | 7 mars 1763       | Gabriel de Bory de Saint-Vincent                             |
| 7 mars 1763                                     | 4 août 1763       | Armand de Belzunce, vicomte de Méharin                       |
| 4 août 1763                                     | 23 avril 1764     | Pierre-André de Gohin, comte de Montreuil (interim)          |
| 23 avril 1764                                   | 1er juillet 1766  | Jean-Baptiste-Charles-Henri, comte d'Estaing                 |
| 1er juillet 1766                                | 10 février 1769   | Louis-Armand-Constantin de Rohan, prince de Montbazon        |
| 10 février 1769                                 | 15 janvier 1772   | Pierre Gédéon de Nolivos, comte de Nolivos                   |
| 15 janvier 1772                                 | 30 avril 1772     | De la Ferronays (interim)                                    |
| 30 avril 1772                                   | 15 avril 1775     | Louis-Florent de Vallière (1721-1775), chevalier de Vallière |
| 12 mai 1775                                     | 16 août 1775      | François Reynaud de Villeverd (interim)                      |
| 16 août 1775                                    | 13 décembre 1776  | Victor-Thérèse Charpentier, comte d'Ennery                   |
| 28 décembre 1776                                | 22 mai 1777       | Jean-Baptiste de Taste de Lilancour (interim)                |
| 22 mai 1777                                     | 7 mars 1780       | Robert, comte d'Argout                                       |
| 7 mars 1780                                     | 25 avril 1780     | Jean-Baptiste de Taste de Lilancour (2e fois) (interim)      |
| 25 avril 1780                                   | 28 juillet 1781   | François Reynaud de Villeverd (2e fois)                      |
| 28 juillet 1781                                 | 14 février 1782   | Jean-Baptiste de Taste de Lilancour (3e fois) (interim)      |
| 14 février 1782                                 | 3 juillet 1785    | Guillaume de Bellecombe                                      |
| 3 juillet 1785                                  | 27 avril 1786     | Gui-Pierre de Coustard (interim)                             |
| 27 avril 1786                                   | novembre 1787     | César Henri, comte de La Luzerne                             |
| novembre 1787                                   | 22 décembre 1788  | Alexandre de Vincent de Mazade (interim)                     |
| 22 décembre 1788                                | 1789              | Marie-Charles, marquis du Chilleau                           |
| 1789                                            | 19 août 1789      | Alexandre de Vincent de Mazade (2e fois) (interim)           |
| 19 août 1789                                    | 9 novembre 1790   | Louis-Antoine Thomassin, comte de Peynier                    |
| 9 novembre 1790                                 | 17 septembre 1792 | Philibert François Rouxel de Blanchelande                    |
| 1792                                            | juin 1792         | Adrien-Nicolas La Salle, comte d'Offémont                    |
| juin 1792                                       | 21 octobre 1792   | Jean Jacques Pierre, comte d'Esparbès de Lussan              |
| 21 octobre 1792                                 | 2 janvier 1793    | Donatien de Rochambeau                                       |
| 2 janvier 1793                                  | 19 juin 1793      | Léger-Félicité Sonthonax (commissaire)                       |
| 1er février 1793                                | 21 juin 1793      | François-Thomas Galbaud du Fort                              |
| 21 juin 1793                                    | 11 mai 1796       | Étienne Maynaud de Bizefranc de Lavaux                       |
| 11 mai 1796                                     | 24 août 1797      | Léger-Félicité Sonthonax (2e fois) (commissaire)             |
| 1er avril 1797                                  | 5 mai 1802        | Toussaint Louverture                                         |
| 27 mars 1798                                    | 23 octobre 1798   | Gabriel Marie Théodore Joseph de Hédouville (commissaire)    |
| 5 février 1802                                  | 2 novembre 1802   | Charles Leclerc                                              |
| 2 novembre 1802                                 | 30 novembre 1803  | Donatien de Rochambeau (2e fois)                             |
| 30 novembre 1803                                | 31 décembre 1803  | Jean-Jacques Dessalines (auto-proclamé)                      |
| Gouverneurs britanniques (1793-1798)            |                   |                                                              |
| Début                                           | Fin               | Identité                                                     |
| 20 septembre 1793                               | octobre 1794      | John Whitelocke                                              |
| octobre 1794                                    | octobre 1796      | Adam Williamson                                              |
| octobre 1796                                    | janvier 1797      | John Graves Simcoe                                           |
| janvier 1797                                    | mars 1797         | Nesbit                                                       |
| mars 1797                                       | octobre 1798      | Thomas Maitland                                              |

Pour la liste des chefs d’États d'Haïti après l'indépendance,  voir : Liste des chefs d'État haïtiens